# Метилентетрагидрофолатредуктаза
Метилентетрагидрофолатредуктаза (MTHFR) - внутриклеточный фермент, играющий ключевую роль в метаболизме фолата и метионина. Необратимо преобразует 5,10-метилентетрагидрофолат в 5-метилтетрагидрофолат.

## Клиническое значение
MTHFR - один из генов-кандидатов шизофрении. В одном исследовании больных шизофренией отмечается взаимодействие вариаций MTHFR с вариациями COMT, регулирующего дофаминергическую активность. Примечательно, что у пациентов с шизофренией отмечается повышение уровней гомоцистеина, однако причины этого неясны и могут быть вызваны разными факторами. Возможно, "малоактивные" варианты гена у матери, вынашивающей ребёнка, несколько увеличивают риск развития у него шизофрении в будущем, независимо от того, передалась ли собственно эта вариация в его геном.
Мутации гена могут вызывать гипергомоцистеинемию, причем описаны единичные случаи дебюта заболевания во взрослом возрасте, они могут сопровождаться психозом.

## ИсследуемыеполиморфизмыMTHFR
- Rs1801133 или C677T